# NGC 125
NGC 125 este o galaxie lenticulară situată în constelația Peștii. A fost descoperită în 25 decembrie 1790 de către William Herschel și observată încă o dată în 12 octombrie 1827 de către John Herschel, fiul lui William Herschel. De asemenea, NGC 125 face parte din grupul NGC 128, din care fac parte și galaxiile NGC 126, NGC 127, NGC 128, și NGC 130 și are o lungime de aproximativ 117.000 de ani-lumină.